# František Jílek (fotbalista)
František Jílek (* 13. června 1942) je bývalý český fotbalista, záložník. Jeho starší bratr je bývalý ligový fotbalista Bohemians Josef Jílek.

## Fotbalová kariéra
Je dvojnásobným mistrem Československa z let 1964 s Duklou Praha a 1967 se Spartou Praha. Hrál za Duklu Praha, Spartu, Teplice a Bohemians. Z Teplic byl vyměněn do Bohemians za Jaroslava Findejse.

## Ligová bilance
| Ročník                                     | Zápasy | Góly | Klub                  |
| ------------------------------------------ | ------ | ---- | --------------------- |
| 1. československá fotbalová liga 1963/1964 | 4      | 0    | Dukla Praha           |
| 1. československá fotbalová liga 1964/1965 | 6      | 1    | Sparta Praha          |
| 1. československá fotbalová liga 1965/1966 | 16     | 2    | Sparta Praha          |
| 1. československá fotbalová liga 1966/1967 | 1      | 0    | Sparta Praha          |
| 1. československá fotbalová liga 1966/1967 | 12     | 1    | TJ Sklo Union Teplice |
| 1. československá fotbalová liga 1967/1968 | 22     | 3    | TJ Sklo Union Teplice |
| 1. československá fotbalová liga 1968/1969 | 25     | 6    | TJ Sklo Union Teplice |
| 1. československá fotbalová liga 1969/1970 | 24     | 1    | TJ Sklo Union Teplice |
| 2. československá fotbalová liga 1972/1973 | -      | -    | Bohemians Praha       |
| 1. československá fotbalová liga 1973/1974 | 27     | 0    | Bohemians Praha       |
| 1. československá fotbalová liga 1974/1975 | 24     | 0    | Bohemians Praha       |
| 1. československá fotbalová liga 1975/1976 | 26     | 0    | Bohemians Praha       |
| 1. československá fotbalová liga 1976/1977 | 15     | 0    | Bohemians Praha       |
| CELKEM 1. liga                             | 202    | 14   |                       |